# (51824) Mikeanderson
(51824) Mikeanderson (2001 OE30) – planetoida z pasa głównego asteroid okrążająca Słońce w ciągu 5,22 lat w średniej odległości 3,01 j.a. Odkryta 19 lipca 2001 roku.